# Atlacomulco de Fabela
Atlacomulco de Fabela (Atlacomolco en náhuatl, Mbaro en mazahua y Mbado en otomí) es una ciudad mexicana, cabecera municipal del Municipio de Atlacomulco y cabecera regional de la Región Atlacomulco, en el noroeste del Estado de México. Es un centro industrial, ganadero y de servicios importante al noroeste del Estado así como un punto logístico estratégico en el centro de México.

## Toponimia

Glifo de Atlacomolco.

Antiguamente los mazahuas lo nombraron Mbaro que en español significa "piedra colorada" y los otomíes como Mbado que significa lo mismo, posteriormente al ser conquistados los mazahuas por los nahuas le cambiaron el nombre a Atlacomulco compuesto de atl que significa agua, tlacomolli que significa "pozo" y co significa "en" que quiere decir "lugar entre pozos de agua".
El glifo esta compuesto por un cerro con los linajes otomí en la parte inferior en amarillo y rojo, en la parte superior está un pozo con caída de agua que desciende hacia el cerro.

## Geografía
La ciudad se ubica en las faldas del cerro, está rodeada de lomas que se extienden hacia el valle donde los ríos zurcan de sur a norte.

### Clima
| Parámetros climáticos promedio de Atlacomulco | Parámetros climáticos promedio de Atlacomulco | Parámetros climáticos promedio de Atlacomulco | Parámetros climáticos promedio de Atlacomulco | Parámetros climáticos promedio de Atlacomulco | Parámetros climáticos promedio de Atlacomulco | Parámetros climáticos promedio de Atlacomulco | Parámetros climáticos promedio de Atlacomulco | Parámetros climáticos promedio de Atlacomulco | Parámetros climáticos promedio de Atlacomulco | Parámetros climáticos promedio de Atlacomulco | Parámetros climáticos promedio de Atlacomulco | Parámetros climáticos promedio de Atlacomulco | Parámetros climáticos promedio de Atlacomulco |
| Mes                                           | Ene.                                          | Feb.                                          | Mar.                                          | Abr.                                          | May.                                          | Jun.                                          | Jul.                                          | Ago.                                          | Sep.                                          | Oct.                                          | Nov.                                          | Dic.                                          | Anual                                         |
| --------------------------------------------- | --------------------------------------------- | --------------------------------------------- | --------------------------------------------- | --------------------------------------------- | --------------------------------------------- | --------------------------------------------- | --------------------------------------------- | --------------------------------------------- | --------------------------------------------- | --------------------------------------------- | --------------------------------------------- | --------------------------------------------- | --------------------------------------------- |
| Temp. máx. abs. (°C)                          | 37                                            | 38                                            | 39.5                                          | 36                                            | 35                                            | 34                                            | 35.5                                          | 32                                            | 31                                            | 30                                            | 28                                            | 30                                            | 39.5                                          |
| Temp. máx. media (°C)                         | 21                                            | 23                                            | 25                                            | 27                                            | 26                                            | 21                                            | 19                                            | 19                                            | 18                                            | 19                                            | 20                                            | 18                                            | 21.3                                          |
| Temp. media (°C)                              | 8                                             | 10                                            | 13                                            | 15                                            | 16                                            | 14                                            | 15                                            | 14                                            | 13                                            | 10                                            | 8                                             | 9                                             | 12.1                                          |
| Temp. mín. media (°C)                         | 3                                             | 4                                             | 6                                             | 8                                             | 11                                            | 10                                            | 9                                             | 10                                            | 10                                            | 7                                             | 4                                             | 2                                             | 7                                             |
| Temp. mín. abs. (°C)                          | -5                                            | -7                                            | -5                                            | -2                                            | 5                                             | 1                                             | 0                                             | 1                                             | 0                                             | -5                                            | -7                                            | -10                                           | -10                                           |
| [cita requerida]                              |                                               |                                               |                                               |                                               |                                               |                                               |                                               |                                               |                                               |                                               |                                               |                                               |                                               |

## Infraestructura

### Líneas de Autobuses
En la ciudad se cuenta con varias líneas comerciales de autobuses con diferentes destinos de la República Mexicana:
| Líneas de Autobuses                                                   | Destinos                              |
| --------------------------------------------------------------------- | ------------------------------------- |
| Autobuses Caminante                                                   | El Oro de Hidalgo, Mexico Poniente    |
| Autobuses La Línea                                                    | Mexico Poniente, Morelia, Tepotzotlan |
| Autotransportes México Toluca San Luis Mextepec Querétaro Flecha Roja | Querétaro, Toluca/Tollocan            |

## Economía

### Agricultura

Centro comercial de Atlacomulco de Fabela.

La ciudad de Atlacomulco de Fabela es una de las localidades del norte del estado de México que conserva un número considerables de hectáreas para la labranza de la tierra, su principal producción es el forraje para ganado como alfalfa, fruticultura como durazno, fresa, capulín y ciruelo; así como la producción de maíz para el consumo humano. El Ejido de Atlacomulco es la principal área agrícola de la población.

### Comercio
El Centro Histórico de Atlacomulco de Fabela se dedica principalmente al comercio establecido y los fines de semana se instala un tianguis tradicional para abastecer a la ciudad y a localidades cercanas.

## Cultura
- Fiestas religiosas

La más importante es la del Señor del Huerto, una celebración de carácter profano-religiosa que se realiza en la tercera semana de septiembre. Consiste en peregrinaciones, bailes típicos, muestras gastronómicas de la región y juegos pirotécnicos. 
- Fiestas cívicas

Además de aquellas comunes a todos los estados de la República (5 de febrero, 1° y 5 de mayo, 16 de septiembre y 20 de noviembre, 24 de febrero, 2 de marzo, 4 de agosto)  se ofrecen homenajes a hombres ilustres, nativos del municipio como el nacimiento y muerte del licenciado Isidro Fabela Alfaro, de Don Alfredo del Mazo Vélez, licenciado Mario Colín Sánchez y al profesor Roberto Barrios Castro en sus aniversarios luctuosos.
- Danzas

Entre las danzas tradicionales que todavía se siguen practicando son: Las Pastoras, Los Santiagueros, Los Vaqueros y Los Arcos en las fiestas patronales. Una de las danzas que se sigue practicando es la llamada El Chotee en las fiestas familiares principalmente en las comunidades de Diximoxi, Maye El Fresno y Tierras Blancas. 
- Leyendas

La del Señor del Huerto, misma de la que nace la celebración homónima, cuenta a historia de una anciana que dejó de salir a la calle, por lo que algunas personas fueron a buscarla pero la encontraron muerta frente a la imagen del Señor del Huerto y a pesar de que el tiempo había pasado su cuerpo estaba en perfecto estado y de ahí se le empezó a atribuir milagros al Señor del Huerto.
La leyenda de las 4 Cruces, está leyenda no es tan conocida por los mismos habitantes, misma que nace después de la llegada de los españoles en cuál era conocida como Santa María Atlacomulco antes que cambiara a Villa Atlacomulco de Fabela, que consistió en hechos por ataques de brujas en forma de bolas de fuego que atacaban a los recién nacidos que no habían sido bautizados y así dejarlos sin vida, al darse cuenta la población concurrió con un sacerdote el cual mando a construir 4 cruces que con este consistió ponerlas en esquinas específicas que en forma de un cuadrado, el sacerdote diciendo el exersorcismo en latín, bendiciendo cada cruz con agua bendita con la intención de finalizar los ataques de brujas en la parte del centro de el municipio, actualmente las cruces se encuentran. La leyenda cuenta que bebé que nazca fuera de el territorio protegido por las cruces está en peligro, por eso la Clínica Santa José donde se recibe el nacimiento de cada habitante está ubicada en el centro de el municipio para evitar este problema de la leyenda.

## Gastronomía
Atlacomulco cuenta con variedad en gastronomía, algunas de las más arraigadas son:
- Las nieves “Medrano”, las cuales son elaboradas con frutas naturales. Cuenta Emilia Medrano, la elaboración de nieves fue iniciada por su padre, don Pepe hace más de 80 años. Hasta ahora se siguen disfrutando de los típicos sabores de arroz, limón, mango, queso, entre otros.

- El pan de “Doña Chabelita”, el cual se cuece en horno de leña, en especial los cocoles de anís, es el pan tradicional de Atlacomulco desde hace ya muchos años.

### Fraternidad Atlacomulquense
Es un festejo de la Fraternidad Atlacomulquense celebrado el 5 de febrero, en la que se desarrollan un gran número de actividades diseñadas por el gobierno municipal.Tiene lugar en el parque "Las Fuentes"; está encabezada por el presidente municipal y los integrantes de Cabildo.
Además de ello se realizan actividades deportivas como maratones y natación; culturales como conferencias y presentaciones de danzas regionales y recreativas como el palo encebado. El festejo termina con el ya tradicional baile.
Este festejo se ha venido heredando de generación en generación desde hace muchas décadas.

### Festival Artístico Cultural  “Ambaro”
El festival Ambaro nace en 1997 como “Carnaval los geranios” y posteriormente en 2004 cambia su nombre a “Festival Ambaro”. La palabra “Ambaro”, de origen mazahua, significa “piedra colorada” y se eligió debido a que el tezontle rojo abunda y es extraído en este municipio.
El festival se llevaba cada año en el mes de abril, dentro del programa se pueden ver eventos artísticos de: danza, literatura, teatro, música, fotografía, etc. Las instituciones culturales y educativas son quienes participan con un evento artístico y cultural, el ayuntamiento como organizador invita a participar a otros municipios o estados.

## Capillas
- Santuario del Señor del Huerto. Dedicada a la Imagen del Señor del Huerto que mantuvo incorrupta a su propietaria en la casa que se encontraba en el actual Santuario.
- Se venera el tercer domingo de septiembre.
- Iglesia de San Pedro del Rosal.
- Catedral de la Diócesis de Atlacomulco y de obispos de diócesis, dedicada a la Divina Providencia de Cristo.
- Parroquia de nuestra señora Santa María de Guadalupe, es un festejo con índole el 12 de diciembre de todos los años.
- Capilla del Rosario.
- Iglesia del Señor de la Ascensión.
- Parroquia de San Cristobal.